# Synodontis nigromaculatus
Synodontis nigromaculatus är en afrikansk fiskart i ordningen malartade fiskar som förekommer i Angola, Botswana, Kongo-Kinshasa, Moçambique, Namibia, Sydafrika, Zambia och Zimbabwe. Den är främst nattaktiv. Vuxna exemplar kan bli upp till och med 38,5 cm långa och blir vanligtvis inte äldre än lite drygt 3,5 år.